# اورا (نیوجرسی)
اورا (به انگلیسی: Aura) یک منطقهٔ مسکونی در ایالات متحده آمریکا است که در الک، نیوجرسی واقع شده است. اورا ۲۱ متر بالاتر از سطح دریا واقع شده است.